# Sheridan Winn
Sheridan Winn (* als Sheridan Ebbage in Norwich, Großbritannien) ist eine britische Schriftstellerin.

## Leben
Sheridan Winn lebt in Norwich und arbeitet als Autorin von Kinder- und Jugendbüchern sowie als Journalistin für Magazine und Zeitungen. Ihre Artikel und Kolumnen erscheinen unter anderem in der Times und im Guardian.
Sie hat zwei erwachsene Kinder und eine Enkelin.
Aufgewachsen ist Winn als älteste von vier Schwestern in Drayton, einem Vorort von Norwich. „Littlewood House“, das Haus, in dem sie mit ihrer Familie als Kind wohnte, inspirierte sie später zu dem in ihren Büchern wichtigen „Cantrip Towers“ (in den englischen Büchern: „Sprite Towers“). Ab ihrem 12. Lebensjahr besuchte sie ein Internat.
Winn studierte Grafikdesign an der Bristol Polytechnic und der University of Bristol. Ihre Diplomarbeit schrieb sie über Scheunen in Norfork; diese wurde 1976 bei Boydell Press unter dem Titel „Barns and Granaries in Norfolk“ veröffentlicht.
Sie erwarb ein Lehrzertifikat und arbeitete von 1979 bis 1985 als Lehrerin für Kunst und Englisch an Schulen in Norwich.
Ab 1980 arbeitete Winn als Managerin für den Illustrator, Cartoonisten und Autor Chris Winn.
Seit 2001 ist Sheridan Winn freie Journalistin und Autorin.
2008 veröffentlichte sie beim Verlag Piccadilly Press ihr erstes Buch der Serie „The Sprite Sisters“. Bis 2010 folgten vier weitere Bücher der Serie beim selben Verlag.
Winn kaufte von Piccadilly Press die Rechte an ihren Büchern zurück und veröffentlichte die ersten fünf Teile der Serie im Selbstverlag erneut. Seit 2012 folgten die Teile 6 bis 8. Die Teile 9 und 10 wurden bisher nur in deutscher Sprache veröffentlicht. Ebenfalls nur auf Deutsch wurden bislang drei Prequel-Romane zu drei der vier zauberhaften Schwestern sowie ein Jubiläumsband veröffentlicht.

## Werke

### The Sprite Sisters (Vier zauberhafte Schwestern)
- The Sprite Sisters: The Circle of Power, Piccadilly Press (2008)
  - dt.: Vier zauberhafte Schwestern, Fischer KJB, Frankfurt am Main (2011) ISBN 3-596-80877-4
- The Sprite Sisters: The Magic Unfolds, Piccadilly Press (2008)
  - dt.: Vier zauberhafte Schwestern und der magische Stein, Fischer KJB, Frankfurt am Main (2012) ISBN 978-3-596-80878-6
- The Sprite Sisters: The Secret of the Towers, Piccadilly Press (2009)
  - dt.: Vier zauberhafte Schwestern und das Geheimnis der Türme, Fischer KJB, Frankfurt am Main (2012) ISBN 978-3-596-80879-3
- The Sprite Sisters: The Ghost in the Tower, Piccadilly Press (2009)
  - dt.: Vier zauberhafte Schwestern und ein Geist aus alten Zeiten, Fischer KJB, Frankfurt am Main (2013) ISBN 978-3-596-80996-7
- The Sprite Sisters: New Magic, Piccadilly Press (2010)
  - dt.: Vier zauberhafte Schwestern und die große Versöhnung, Fischer KJB, Frankfurt am Main (2013) ISBN 3-596-81016-7
- The Sprite Sisters: The Boy With Hawk-like Eyes, Author edition (2012)
  - dt.: Vier zauberhafte Schwestern und die fremde Magie, Fischer KJB, Frankfurt am Main (2015) ISBN 3-596-81196-1
- The Sprite Sisters: Magic at Drysdale's School, Sheridan Winn Limited (2013)
  - dt.: Vier zauberhafte Schwestern und die uralte Kraft, Fischer KJB, Frankfurt am Main (2016) ISBN 978-3-596-81252-3
- The Sprite Sisters: The Mystery of the Locked Room, Sheridan Winn Limited (2014)
  - dt.: Vier zauberhafte Schwestern und die geheimnisvollen Zwillinge, Fischer KJB, Frankfurt am Main (2017) ISBN 3-7335-0174-8
- The Sprite Sisters: A Wisdom of Owls,  in Vorbereitung
  - dt.: Vier zauberhafte Schwestern und die Weisheit der Eulen, Fischer KJB, Frankfurt am Main (2016) ISBN 3-7373-4020-X
- The Sprite Sisters: The Power of Four,  in Vorbereitung
  - dt.: Vier zauberhafte Schwestern und die unsichtbare Gefahr, Fischer KJB, Frankfurt am Main (2017) ISBN 978-3-7336-0213-0

### Prequels und Jubiläumsband zu Vier zauberhafte Schwestern
- Vier zauberhafte Schwestern – Wie alles begann: Flame und die Kraft des Feuers, Fischer KJB, Frankfurt am Main (2017) ISBN 3-7373-4055-2
- Vier zauberhafte Schwestern – Wie alles begann: Marina und die Kraft des Wassers, Fischer KJB, Frankfurt am Main (2018) ISBN 978-3-7373-4056-4
- Vier zauberhafte Schwestern – Wie alles begann: Flora und die Kraft der Erde, Fischer KJB, Frankfurt am Main (2018) ISBN 3-7373-4057-9
- Vier zauberhafte Schwestern und ein wundersames Fest: Jubiläumsband, Fischer KJB, Frankfurt am Main (2019) ISBN 3-7373-4151-6

### Weitere Werke
- Boudica’s Daughters, Sheridan Winn Limited (2016)

## Verfilmungen
Am 5. Januar 2020 hatte der auf den Büchern von Sheridan Winn basierende Kinofilm Vier zauberhafte Schwestern seine Premiere.